# Fawzi al-Mulki
Fawzi al-Mulki, o también Fawzi Mulki o Mulqi, (en árabe: فوزي الملقي‎, Irbid, Imperio Otomano (hoy Jordania), 1910 - Nueva York, Estados Unidos, 10 de enero de 1962) fue un diplomático y político jordano. Fue Primer Ministro de Jordania entre el 5 de mayo de 1953 y el 2 de mayo de 1954. 

## Biografía
Estudió en la Universidad Americana de Beirut y en las universidades de Edimburgo y Cambridge en el Reino Unido.
Comenzó a trabajar para la administración jordana en 1934. En 1942 comenzó su extensa carrera diplomática cuando fue nombrado cónsul general de Jordania en El Cairo. A lo largo de su carrera fue embajador en Egipto, Reino Unido, Francia y, tras su periodo en el gobierno, en 1961, representante de Jordania ante las Naciones Unidas, cargo que ocupó hasta su fallecimiento.

### Gobierno
Después de servir como ministro de exteriores y de defensa, fue nombrado en 1953 por el rey Huséin I como su primer Primer Ministro. La motivación del rey se debía al talante liberal de al-Mulki y su deseo de romper con el férreo ejercicio del poder del anterior primer ministro Abu al-Huda.
Por su servicio exterior a lo largo de su carrera, tenía un escaso conocimiento de la situación interna de Jordania y su política de diálogo y compromiso le hizo granjearse fama de débil e irresoluto. Sus ministros pugnaban entre ellos hasta el punto de que se decía que el gobierno estaba formado por diez primeros ministros y un ministro.
Introdujo medidas liberales y una libertad de prensa que nunca había existido lo que se tradujo en un incremento en la opinión pública del nacionalismo árabe, en línea con lo que sucedía en otros países de su entorno, y de la crítica a la presencia británica en el país.
Sin embargo fueron las tensiones con Israel a lo largo de la frontera con Cisjordania lo que terminó por hacer caer a su gobierno. La represalia israelí en la población de Qibya en octubre de 1953, su inacción durante el mismo y sus titubeos durante los meses posteriores acerca de sus relaciones con Israel y cómo hacer frente a la opinión pública en este asunto, hizo que el rey Huséin forzara su dimisión en mayo de 1954.